# San Luis Chalma
San Luis Chalma är en ort i Mexiko.   Den ligger i kommunen Tlapanalá och delstaten Puebla, i den sydöstra delen av landet, 100 km sydost om huvudstaden Mexico City. San Luis Chalma ligger 1 405 meter över havet och antalet invånare är 400.
Terrängen runt San Luis Chalma är kuperad västerut, men österut är den platt. Terrängen runt San Luis Chalma sluttar söderut. Runt San Luis Chalma är det ganska tätbefolkat, med 104 invånare per kvadratkilometer. Närmaste större samhälle är Izúcar de Matamoros, 12,6 km sydost om San Luis Chalma. Omgivningarna runt San Luis Chalma är en mosaik av jordbruksmark och naturlig växtlighet.